# Раннінг-Вотер (Південна Дакота)
Раннінг-Вотер (англ. Running Water) — переписна місцевість (CDP) в США, в окрузі Бон-Ом штату Південна Дакота. Населення — 47 осіб (2020).

## Географія
Раннінг-Вотер розташований за координатами 42°46′56″ пн. ш. 97°58′54″ зх. д. / 42.78222° пн. ш. 97.98167° зх. д. (42.782167, -97.981669).  За даними Бюро перепису населення США в 2010 році переписна місцевість мала площу 5,42 км², уся площа — суходіл.

## Демографія
Згідно з переписом 2010 року, у переписній місцевості мешкало 36 осіб у 16 домогосподарствах у складі 13 родин. Густота населення становила 7 осіб/км².  Було 37 помешкань (7/км²).
Расовий склад населення:
| - 100,0 % — білих |

До двох чи більше рас належало 0,0 %. Частка іспаномовних становила 0,0 % від усіх жителів.
За віковим діапазоном населення розподілялося таким чином: 19,4 % — особи молодші 18 років, 44,5 % — особи у віці 18—64 років, 36,1 % — особи у віці 65 років та старші. Медіана віку мешканця становила 59,5 року. На 100 осіб жіночої статі у переписній місцевості припадало 89,5 чоловіків;  на 100 жінок у віці від 18 років та старших — 107,1 чоловіків також старших 18 років.
Цивільне працевлаштоване населення становило 13 осіб. Основні галузі зайнятості: фінанси, страхування та нерухомість — 53,8 %.